# Heraklit

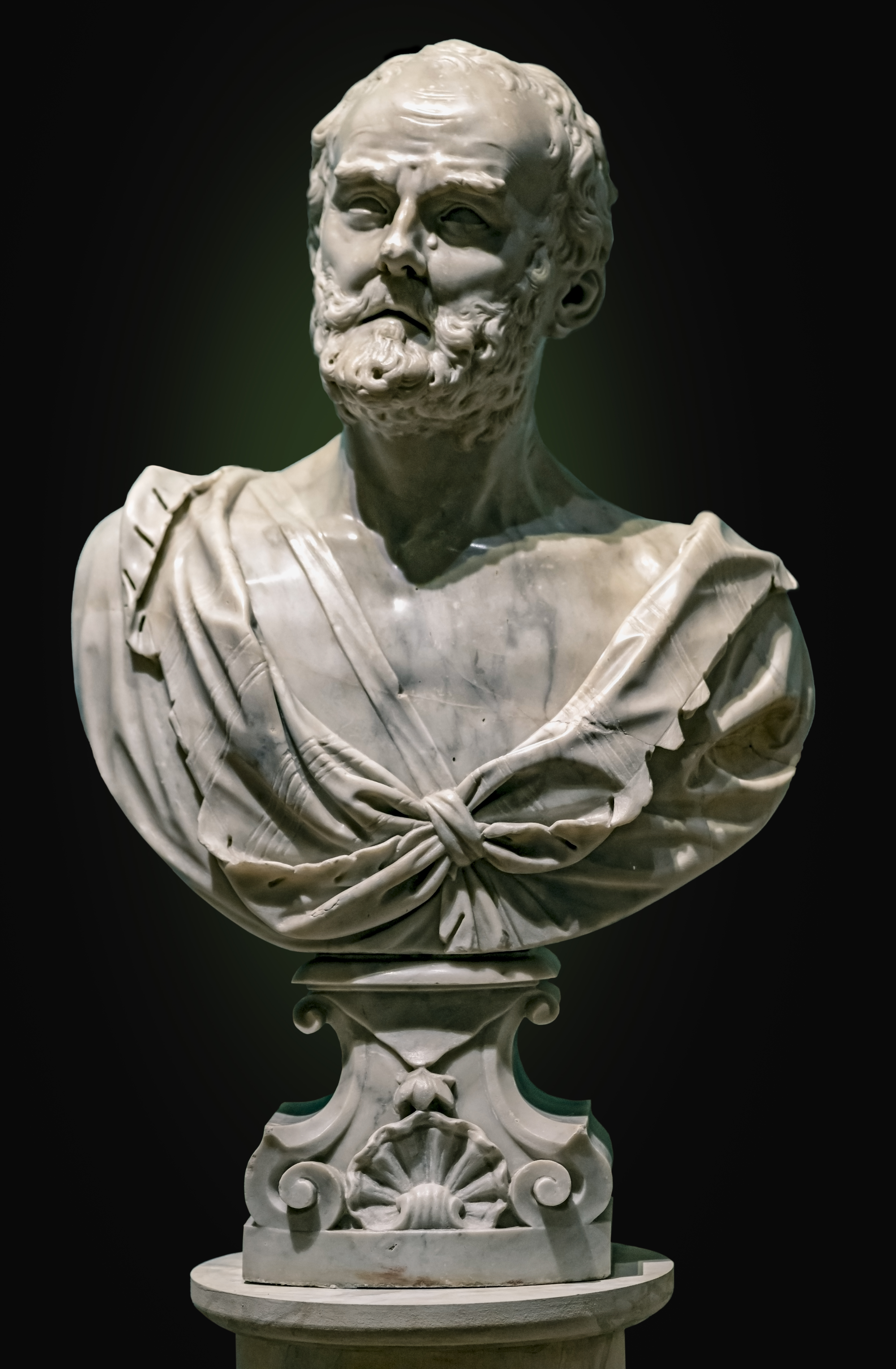
Heraklit von Giuseppe Torretti (1705)

Heraklit von Ephesos (griechisch Ἡράκλειτος ὁ Ἐφέσιος Hērákleitos ho Ephésios, latinisiert Heraclitus Ephesius; * um 520 v. Chr.; † um 460 v. Chr.) war ein vorsokratischer Philosoph aus dem ionischen Ephesos.
Heraklit beanspruchte eine von allen herkömmlichen Vorstellungsweisen verschiedene Einsicht in die Weltordnung. Daraus ergibt sich seine nachhaltige Kritik der oberflächlichen Realitätswahrnehmung und Lebensart der meisten Menschen. Ein wiederkehrendes Thema seines Philosophierens ist neben dem auf vielfältige Weise interpretierbaren Begriff des Logos, der die vernunftgemäße Weltordnung und ihre Erkenntnis und Erklärung bezeichnet, der natürliche Prozess beständigen Werdens und Wandels. In späterer Zeit wurde dieser Wandel auf die populäre Kurzformel panta rhei („Alles fließt“) gebracht. Des Weiteren setzte sich Heraklit mit dem Verhältnis von Gegensätzen auseinander, wie etwa von Tag und Nacht, Wachsein und Schlafen, Eintracht und Zwietracht. Diese Gegensätze sah er in einer spannungsgeladenen Einheit stehend.
Überliefert sind von Heraklits Werk nur Zitate aus späteren Texten anderer Autoren. Diese Zitate bestehen oft nur aus einem Satz und enthalten zahlreiche Aphorismen, Paradoxien und Wortspiele. Die stilistischen Eigenheiten, die fragmentarische Überlieferung und der Umstand, dass die Echtheit einiger Fragmente strittig ist, erschweren eine präzise Erfassung seiner Philosophie. Seine Thesen waren und sind daher Gegenstand kontroverser Interpretationsversuche. Wegen der nicht leicht zu entschlüsselnden Botschaften verlieh man ihm bereits in der Antike den Beinamen „der Dunkle“ (ὁ Σκοτεινός ho Skoteinós). Seine genauen Lebensumstände sind – wie der Aufbau seines Werkes – ungeklärt, da sich die Forschung lediglich auf Informationen von nicht zeitgenössischen, teils sehr späten Autoren stützen kann, deren Glaubwürdigkeit umstritten und in manchen Fällen offensichtlich gering ist.

## Leben und Legendenbildung
Heraklit wurde um 520 v. Chr. in der griechischen Polis Ephesos, einer griechischen Pflanzstadt (Apoikia) in der Landschaft Ionien, geboren. Diese liegt an der kleinasiatischen Westküste, die bis in das 5. Jahrhundert unter der Herrschaft der Perser stand. Als Sohn eines gewissen Blyson oder Herakon, worüber bereits in der Antike Uneinigkeit herrschte, stammte Heraklit aus dem alten Königsgeschlecht von Ephesos. Auf das Priesteramt des Basileus, das in der Familie vererbt wurde, verzichtete er zugunsten seines Bruders. Das wurde teils als Zeichen seiner hohen Sinnesart betrachtet, teils, bei negativer Deutung der Quellenaussage, als Zeichen seines Hochmuts. Zu seinen Mitbürgern nahm Heraklit auch politisch eine deutlich ablehnende Haltung ein, wie ein Zitat zeigt, welches sich auf die Verbannung eines prominenten Lokalpolitikers bezieht: „Recht täten die Ephesier, wenn sie sich alle Mann für Mann aufhängten und den Unmündigen ihre Stadt hinterließen, sie, die Hermodoros, ihren wackersten Mann, aus der Stadt gejagt haben mit den Worten: ‚Von uns soll keiner der Wackerste sein oder, wenn schon, dann anderswo und bei andern.‘“ Trotz seiner Abneigung gegen seine Mitbürger scheint er seine Heimatstadt nie verlassen zu haben.
Nur wenige der zu seinem Leben überlieferten Einzelheiten können als gesichert gelten, darunter aber immerhin die Mitteilung, dass er sein Werk ursprünglich im Artemistempel von Ephesos hinterlegte. Die spärlichen biographischen Angaben sind – beispielsweise bei Diogenes Laertios – ansonsten untrennbar mit Anekdoten verbunden, deren Wahrheitsgehalt umstritten und in manchen Fällen höchst zweifelhaft ist. Ein Großteil der angeblichen Begebenheiten wurde anscheinend in späterer Zeit aus seinen vielfältig deutbaren Sentenzen hergeleitet und zielte darauf, ihn postum der Lächerlichkeit preiszugeben. In diesem Sinne spiegeln manche Anekdoten verzerrte Aspekte seiner Äußerungen wider: Dem Fragment B 52, welches das Leben mit den unvorhersehbaren Zügen eines im Brettspiel unerfahrenen Knaben vergleicht, wird eine Episode gegenübergestellt, wonach Heraklit eine Beteiligung an der Gesetzgebung in Ephesos ablehnte, weil er das Spiel mit Kindern im Artemistempel vorzog. Ebenso ist Heraklits Tod um 460 v. Chr. von der Legende umrankt, dass er aufgrund seiner rein pflanzlichen Nahrung während seines zurückgezogenen Lebens in den Bergen um Ephesos an Wassersucht erkrankt sei. Mit seiner gewohnt rätselhaften Ausdrucksweise habe er sich den Ärzten nicht verständlich machen können. Daraufhin habe er versucht, sich selbst zu kurieren, indem er sich unter einen Misthaufen gelegt habe, um seinen wassersüchtigen Körper auszutrocknen. Diese Schilderung angeblicher Umstände seines Ablebens dürfte ihren Ursprung in Versatzstücken der Lehre Heraklits haben, wonach es für die Seele den Tod bedeutet, zu Wasser zu werden.
Trotz der lokalen und zeitlichen Nähe zu Milet und seinen Naturphilosophen ist eine direkte Bezugnahme Heraklits auf die Milesier weder für Thales noch für Anaximander oder Anaximenes überliefert. Weder stand er in einem Schülerverhältnis zu einem von ihnen, noch begründete er selbst eine kontinuierliche Tradition oder eigene Lehrrichtung. Umstritten ist sein Verhältnis zu Parmenides; die Vermutung, dass er das Werk des Parmenides kannte, ist spekulativ. Sein Philosophieren, das er als Selbstsuche charakterisierte, steht somit außerhalb aller Einteilungen in Schulen und Richtungen. Philosophiegeschichtlich wurde Heraklit daher kontrovers als materieller Monist oder Prozess-Philosoph, als wissenschaftlicher Kosmologe, metaphysischer oder hauptsächlich religiöser Denker, Empirist, Rationalist oder Mystiker bezeichnet, seinem Gedankengut revolutionäre oder geringe Bedeutung zugesprochen und sein Werk als Grundlage der Logik oder als Widerspruch in sich beurteilt.

## Werk
Heraklit verfasste eine Schrift, die er – damaligem Brauch folgend – ohne Titel beließ; erst in späterer Zeit wurde sie als Περὶ φύσεως (Perì phýseōs, „Über die Natur“) betitelt. Sie wurde spätestens im Jahr 478 v. Chr. vollendet. Das Werk als Ganzes ist verloren, die heute vorliegenden Bruchstücke stammen aus der fragmentarischen Überlieferung bei antiken und byzantinischen Autoren. Die Vermutungen über den Umfang des Originaltextes schwanken zwischen dem Fünffachen und dem Anderthalbfachen des Fragmentbestands. Werke von griechischen und römischen Autoren wie Platon, Aristoteles, Clemens von Alexandria, Hippolyt von Rom und Diogenes Laertios enthalten meist sinngemäße, selten wörtliche Zitate aus der ursprünglichen Schrift Heraklits. Aus diesen indirekten Quellen sammelte Hermann Diels 137 Fragmente sowie mehrere Äußerungen zu Heraklits Leben. Dieses Material veröffentlichte er 1901 unter dem Titel Herakleitos von Ephesos sowie ab 1903 als Teil seines Werks Die Fragmente der Vorsokratiker. Nach dieser Ausgabe werden Heraklits Fragmente gewöhnlich zitiert. Allerdings gelten nach heutigem Forschungsstand von den Fragmenten ein bis drei Dutzend als unecht, zweifelhaft oder als lediglich schwache Paraphrasen ursprünglicher Zitate.
Wegen dieser Überlieferungslage kann die ursprüngliche Konzeption des heraklitischen Werkes nicht zuverlässig rekonstruiert werden. Bereits die Frage nach der Gestalt der Schrift wurde und wird kontrovers beurteilt: So nehmen manche Philologen an, dass das Werk Heraklits eine geschlossene philosophische Konzeption sowie „einen durchkomponierten Charakter“ aufwies und „von bestimmten Grundgedanken getragen war, die ihm systematischen Zusammenhang verliehen“, auch wenn sich der ursprünglich kohärente Zusammenhang der Fragmente nicht wiederherstellen lässt. Vertreter einer gegensätzlichen Forschungsrichtung sehen die Fragmente hingegen als Überreste eines Buches, das als Aneinanderreihung von Sinnsprüchen, sogenannten Gnomen, gestaltet war, „einer vielleicht auch erst im Laufe der Zeit zusammengekommenen Sammlung knapper, pointierter, mit höchster Kunst stilisierter Aussprüche.“ Nach Gigon weisen die einzelnen Fragmente „größte Intensität und Selbstständigkeit“ auf, sodass lediglich das Anfangsfragment einen sachlichen und textlichen Anschluss anderer Sprüche erlauben würde. Geoffrey Kirk erwog sogar die Möglichkeit, dass es sich bei den bekannten Fragmenten um eine erst nach Heraklits Tod durch einen Schüler zusammengestellte Sammlung von Aussprüchen handelt; diese Hypothese fand in der Forschung jedoch kaum Anklang.
Theophrast bezeichnete – wie Diogenes Laertios berichtet – das Werk Heraklits als halbfertig und in unterschiedlichen Stilen verfasst, was er auf die Melancholie des Autors zurückführte. Diogenes Laertios merkte an, die Schrift Heraklits sei in drei Abschnitte über Kosmologie, Politik und Theologie aufgeteilt gewesen. Eine Zuordnung der einzelnen Fragmente zu diesen Teilen ist heute jedoch nicht mehr möglich, sodass die tatsächliche Form des Werkes letztlich unbekannt bleibt.

## Sprache
Heraklit verfasste sein Werk in ionischem Griechisch. Die Fragmente beziehen sich, oft in poetischer Ausdrucksweise, auf Erscheinungen der natürlichen Umwelt wie Sonne, Erde und Luft oder auf Aspekte der Zeit wie Tag und Nacht, Morgen und Abend; sie erläutern philosophische Gedanken anhand von Naturvorgängen (Flussfragmente), Verhaltensmustern von Tieren oder menschlichen Tätigkeiten. Heraklits Sprache ist zugleich voller Aphorismen, Paradoxien und Wortspiele, welche seine Textstücke verdichten und ihre Ergründung erschweren, sodass ihm bereits in der Antike der Beiname „der Dunkle“ verliehen wurde. Zudem bedient sich Heraklit einer Sprache, die je nach individueller Lesart vielschichtig gedeutet werden kann. Die Dunkelheit der Sprache Heraklits ist die Folge einer für ihn „charakteristischen doppelbödigen Ausdrucksweise […], die der Doppelbödigkeit seiner Gleichnisse entspricht.“
Beispielhaft zeigt sich das etwa im ersten Fragment der Diels-Edition (B 1): „Für diesen Logos aber, obgleich er ewig ist, gewinnen die Menschen kein Verständnis […].“ Bereits Aristoteles kritisierte, dass dabei das tatsächlich nur einmal vorkommende Wort „immer“ (ἀεί aeí) nicht eindeutig auf das davor stehende Partizip von „sein“ (ἐόντος eóntos) oder das folgende „unvernünftig“ oder „ohne Verständnis“ (ἀξύνετοι axýnetoi) bezogen ist, und warf Heraklit Ausdrucksschwäche vor. Moderne Übersetzer stehen hier vor einem Dilemma, da sie sich für eine der Möglichkeiten oder eine Kombination beider Varianten entscheiden müssen. So übersetzt beispielsweise Rapp den Begriff Logos allgemein mit „Darstellung“ oder „Erklärung“ und akzentuiert dessen allgemeine Gültigkeit: „Obwohl die hier gegebene Erklärung (lógos) immer gilt, werden die Menschen sie nicht verstehen […].“
Die knappen Sprüche vereinen gelegentlich unterschiedliche Bedeutungen eines Wortes. So bedeutet beispielsweise das griechische Wort bios bei verschiedener Betonung sowohl „Leben“ (βίος bíos) als auch „Bogen“ (βιός biós), was in Fragment 48 zu einem Wortspiel genutzt wird: „Der Name des Bogens ist Leben, sein Tun Tod.“ Solche sprachlichen Entgegensetzungen und doppeldeutigen Anspielungen, gefügt in die Einheit eines Satzes, werden bisweilen auch als gewollte Spiegelungen der verborgenen Struktur des Logos interpretiert, der sich dergestalt als verschränkte Einheit von Gegensätzen erweist.
Die literaturgeschichtliche Einordnung der Fragmente Heraklits hängt von teilweise konträren Einschätzungen möglicher Beziehungen zur Ausdrucksweise anderer Autoren ab. Manche Forscher vergleichen die Sprache Heraklits mit antiken Orakelsprüchen, deren Inhalt nicht eindeutig formuliert, sondern chiffriert in oft antithetischen oder paradoxen Wendungen präsentiert wird. Andere finden in der archaischen Prosa kein Vorbild für Heraklits vielseitigen Gebrauch von Stilmitteln. Ferner sind die linguistischen Merkmale seiner Sprache mit den Chorliedern der klassischen Tragödie verglichen worden.

## Philosophischer Horizont
Die Philosophie Heraklits wurde – etwas einseitig – bereits in der Antike monistisch dergestalt verstanden, dass alle Dinge aus einem vernünftigen Weltfeuer hervorgehen. Aus dem Feuer entsteht nach Heraklit die Welt, die in allen ihren Erscheinungsformen eine den meisten Menschen verborgene vernunftgemäße Fügung gemäß dem Weltgesetz des Logos erkennen lässt. Alles befindet sich in einem ständigen, fließenden Prozess des Werdens, welches vordergründige Gegensätze in einer übergeordneten Einheit zusammenfasst. Aus dieser Auffassung entstand später die verkürzende Formulierung „Alles fließt“ (πάντα ῥεῖ pánta rheî).

### Erfahrung und Erkenntnis
Ein zentraler Aspekt der heraklitischen Philosophie ist die Unterscheidung von lebensweltlichen Erfahrungen, wie sie die Masse der Menschen (οἱ πολλοί hoi polloí, „die Vielen“) macht, und tiefer gegründeten Zugängen zur Lebenswirklichkeit, die allein zu Erkenntnis im Sinne des Logos führen. „Die Vielen“ stehen bei Heraklit in einer bestimmten Hinsicht für den Menschen, der sich nicht wahrer Philosophie widmet und daher nicht zu tieferer Erkenntnis vordringen kann. Der facettenreich wiederholte Ausgangsgedanke des heraklitischen Philosophierens, der an vielen Stellen des Werkes aufscheint, ist demnach „die Bekämpfung und zugleich kritische Charakterisierung der Denk- und Verhaltensart der Vielen“ und die Überwindung ihrer nur partiellen Erfahrungen und Teilwahrheiten in einer Gesamtsicht. In scharfer Abgrenzung gegenüber der „vor- und außerphilosophischen Denk- und Verhaltensart“ derer, die die Realität nicht erkennen, beansprucht Heraklit, den Logos erkannt zu haben.
Die Aussagen zu diesem Grundthema sind teils belehrender, teils polemischer Art. In dem üblicherweise als Einleitung zum Werk aufgefassten Fragment B 1, das im Stil eines Proömiums verfasst ist und das längste von allen Fragmenten darstellt, spricht Heraklit diesen Zusammenhang an:

„Für diesen Logos aber, obgleich er ewig ist, gewinnen die Menschen kein Verständnis, weder ehe sie ihn vernommen noch sobald sie ihn vernommen. Alles geschieht nach diesem Logos, und doch gebärden sie sich wie Unerprobte, so oft sie es probieren mit solchen Worten und Werken, wie ich sie künde, ein jegliches nach seiner Natur zerlegend und deutend, wie sich’s damit verhält. Die anderen Menschen wissen freilich nicht, was sie im Wachen tun, wie sie ja auch vergessen, was sie im Schlafe [tun].“

Trotz eines prinzipiell möglichen Zugangs zu Erkenntnis sind für Heraklit die meisten seiner Mitmenschen somit Unbelehrbare, die ihre trügerische Realitätswahrnehmung selbst dann nicht hinterfragen, wenn sie mit dem Logos in Berührung gekommen sind. So wie im Schlaf die Realität verlassen und eine individuelle Welt betreten wird, konstruieren sie untereinander verschiedene Erklärungen der Wirklichkeit, ohne deren Beschaffenheit zu begreifen. Wahre menschliche Erkenntnis setzt für Heraklit voraus, den Logos als Denk- und Weltgesetz zu erkennen und das eigene Handeln und Denken an ihm auszurichten. Erst durch das Hinhören auf die Natur erschließt sich das Naturgemäße und steht so als Maßstab des Handelns in Verbindung mit dem durch den Logos vorgegebenen Vernunftgemäßen.

„Richtiges Bewusstsein ist die größte Tugend, und Weisheit (ist es), Wahres zu sagen und zu handeln nach der Natur, auf sie hinhörend.“

Die große Anzahl der Fragmente, in denen sich Heraklit um eine Abgrenzung von allgemein verbreiteten Ansichten bemüht, deutet darauf hin, dass hierin ein Kern seines Werkes liegt. Allein 13 Fragmente thematisieren das nicht-philosophische Denken anderer direkt, 14 weitere heben ausdrücklich den Unterschied zwischen dem Denken und Verhalten der „Vielen“ und demjenigen der „Wenigen“ hervor. In sechs Fragmenten richtet Heraklit zudem seine Polemik gegen Dichter und Philosophen, deren Äußerungen für ihn den Standpunkt der breiten Masse repräsentieren.

### Werden und Vergehen

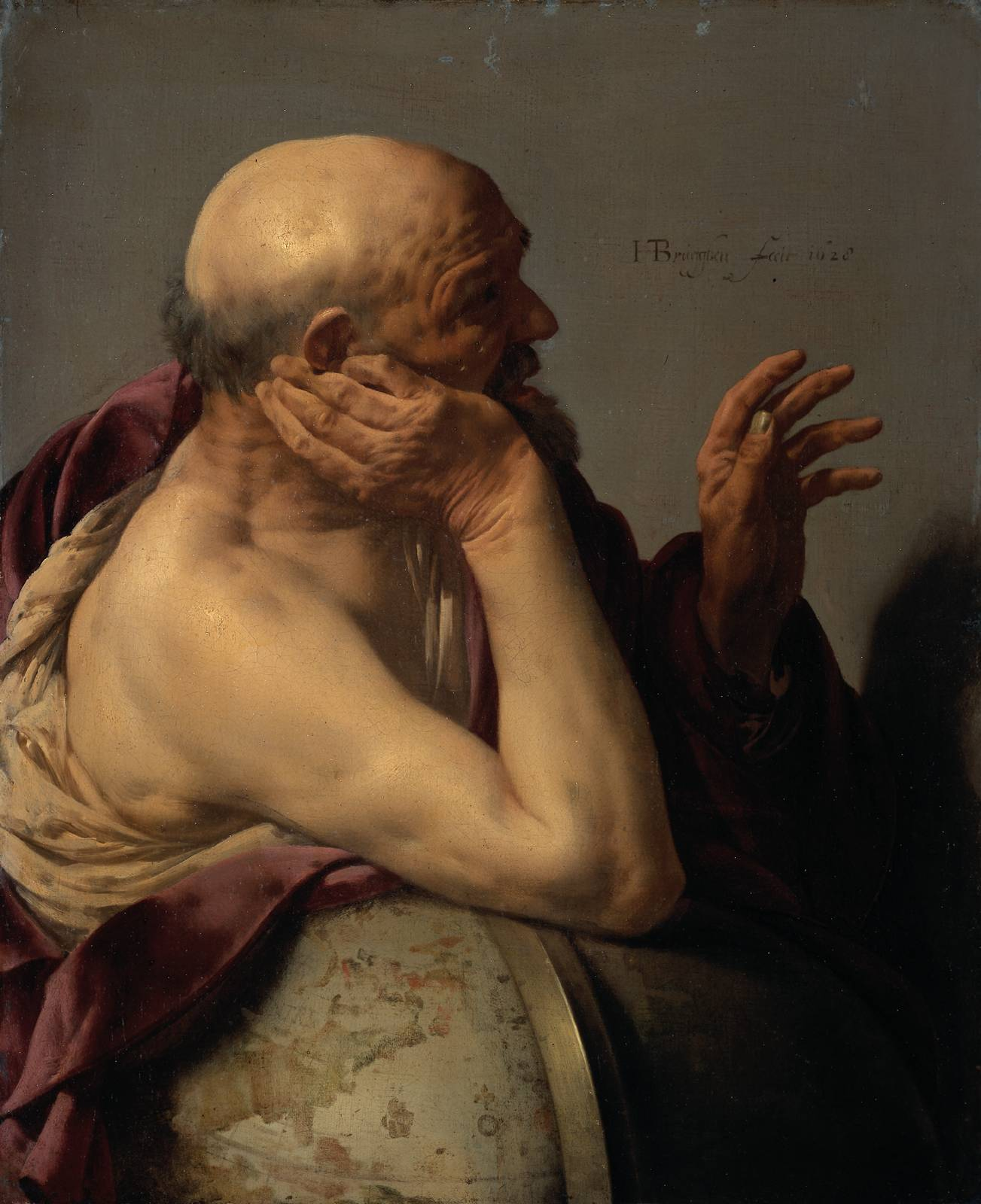
Heraklit, Ölgemälde von Hendrick ter Brugghen (1628)

Seit Platon wird bei der Deutung der Philosophie Heraklits oft betont, dass die Struktur der Realität darin nicht als statisch, sondern als prozesshaft aufgefasst wird. Demnach ist die alltägliche Erfahrung von Stabilität und Identität irreführend. Die scheinbare Stabilität bildet nur die Oberfläche und ist nicht die ganze Wahrheit. Vielmehr ist Stabilität die Funktion von Bewegung. Das Grundprinzip des Kosmos ist nach Heraklit nicht – wie etwa für Parmenides von Elea – ein statisches, gleichbleibendes Sein, sondern das Werden. Während Parmenides das Nicht-Sein und damit das Werden radikal leugnet, betont Heraklit das gegensätzliche, aber in untrennbarer Einheit verschränkte Verhältnis von Sein und Werden.
Die so genannten Flussfragmente, die das metaphorische Bild des Flusses mehrfach variieren, stehen für diese Gesamtheit von Werden und Wandel, die Natur und Weltgeschehen als eigentliches Seinsgesetz konstituiert:

„Wer in dieselben Flüsse hinabsteigt, dem strömt stets anderes Wasser zu.“

Die spezielle ontologische und terminologische Bedeutung des Flusses ergibt sich aus einer Doppelkonstellation: Seine Identität als Objekt verdankt der Fluss dem festen Flussbett mit seinen begrenzenden Ufern, ohne die er nicht ein bestimmbares Ganzes wäre. Anderseits würde die spezifische Eigenschaft eines Flusses fehlen, wenn das Wasser sich nicht in ständiger Bewegung befände. Heraklit beschreibt somit bildlich „Selbigkeit als Beständigkeit einerseits, Herbeikommen von anderem und immer anderem andererseits“. Das Werden zerstört die Konstanz nicht, es ist vielmehr eine notwendige Bedingung dafür.
Andere Interpreten sehen in den Flussbildern eine Metapher für die Zeit, deren unwandelbarer periodischer Übergang von Tag und Nacht, Sommer und Winter vom gleichbleibenden Flussbett symbolisiert wird; wie die fließenden Wasser geht sie dahin, ohne die höher stehende konstante Ordnung zu verlassen. Die so gedeutete Zeitvorstellung vereinigt das lineare Zeitbild des ständig fortlaufenden Stromes mit periodischen Elementen, die in den topographischen Konstanten des Flusses enthalten sind. Die Beständigkeit des Flusslaufes und die Ruhelosigkeit seines Fließens, das heißt die Kombination von Konstanz und Variabilität, stellt zudem ein Beispiel für die „Einheit der Gegensätze“ dar, die ein weiteres Kernelement der heraklitischen Lehre bildet.

### Gegensatz und Einheit
Heraklit betrachtet die Erfahrungswelt des Menschen als ein Ganzes von Gegensätzen, die ineinander umschlagen und sich von einem Pol zum anderen wandeln. Was auf den ersten Blick Vielfalt oder Gegensatz ist, womöglich weit auseinanderklaffend, so Christian Meier, wird von Heraklit mit aller Kraft zusammengedacht, „auf eine Weise, die man später als dialektisch verstehen konnte“, als „gegenstrebige Fügung“ oder als Abfolge ständigen Umschlagens. Die Gegensatzpaare folgen dabei nicht nur einem äußerlichen Prozess, sondern sind als Gegensätze schon ineinander verschränkt. Das Umschlagen der Gegensätze geschieht dabei wohl „gemäß Streit und Notwendigkeit“ im Spannungsverhältnis der jeweiligen Bezugspole. So stellt Heraklit etwa Tag und Nacht einander gegenüber: Sie schlagen ineinander um, indem der Tag sich in der Abenddämmerung dem Ende zuneigt und damit das Einsetzen der Nacht bedingt. Im gegenläufigen Prozess der Morgendämmerung geht aus dem Rückgang der Dunkelheit der Tag wiederum hervor.
Die Pole eines Gegensatzes sind nur im Kontrast zueinander überhaupt erfahrbar und daher zeitlich nicht getrennt, sondern bestehen in Form einer logischen wechselseitigen Verschränkung zugleich. Wesentlich durch den jeweiligen Gegensatz sind manchen Fragmenten Heraklits zufolge einzelne Begriffe definiert, denn erst „Krankheit macht die Gesundheit angenehm, Übel das Gute, Hunger den Überfluss, Mühe die Ruhe“; Götter werden erst im Kontrast zu Menschen denkbar. Gerade im Gegensatz zeigt sich somit Einheit in Form der Zusammengehörigkeit des Verschiedenen.
Etwas anders gewendet ist die von den Vielen verkannte Einheit des scheinbar Gegenstrebigen in Fragment B 51:

„Sie verstehen nicht, wie das Auseinandergehende mit sich selbst zusammengeht: gegenspännige Zusammenfügung wie von Bogen und Leier.“

Das gemeinsame Merkmal von Bogen und Leier besteht in den einander gegenüberliegenden Schenkeln eines rundgebogenen Holzes, zwischen denen eine oder mehrere Saiten gespannt sind. Obwohl die jeweiligen Enden auseinander streben, bilden sie doch in beiden Fällen eine funktionsgerichtete Einheit. Andere Fragmente nennen als Beispiele von sich zur Einheit fügenden Gegensatzpaaren etwa den Kreis, auf dem Anfang und Ende zusammenfallen, oder die identische Strecke beim Auf- und Abstieg. In einem weiteren Fragment weist Heraklit auf die gegensätzliche Bedeutung des Meerwassers hin, das für Fische die Lebensgrundlage, für Menschen jedoch ungenießbar und tödlich ist. Zugespitzt begegnet dieser Gedanke in Fragment B 88:

„Es ist immer dasselbe, Lebendes wie Totes, Waches wie Schlafendes, Junges wie Altes. Das eine schlägt um in das andere, das andere wiederum schlägt in das eine um.“

### Kosmos und Feuer
Der Begriff Kosmos steht auch im vorphilosophischen Sprachgebrauch bereits im Gegensatz zur Unordnung. Grundsätzlich kann er jede Art von Aufstellung, beispielsweise eines Heeres, oder von Gestaltung, etwa einer Sozialordnung, bezeichnen; seit den Milesiern steht der Ausdruck im philosophischen Sinn speziell für die Ordnung der Welt als eines harmonischen Ganzen. Heraklits Kosmologie ist nur schwer zu rekonstruieren. Jedenfalls spielt in seiner Vorstellung von der kosmischen Ordnung die Feuer-Theorie eine maßgebliche Rolle. In Fragment B 30 entwickelt Heraklit diese Theorie abseits der traditionellen Göttervorstellungen, wobei er von der Annahme eines Weltfeuers ausgeht. In Fragment B 31 knüpft er daran an und beschreibt den Kosmos wie folgt:

„Diese Weltordnung, dieselbige für alle Wesen, hat kein Gott und kein Mensch geschaffen, sondern sie war immerdar und ist und wird sein ewig lebendiges Feuer, nach Maßen erglimmend und nach Maßen erlöschend.

Feuers Wandlungen: erstens Meer, die Hälfte davon Erde, die andere Glutwind. […] Es [das Feuer] zerfließt als Meer und erhält sein Maß nach demselben Wort [Gesetz], wie es galt, ehe denn es Erde ward.“

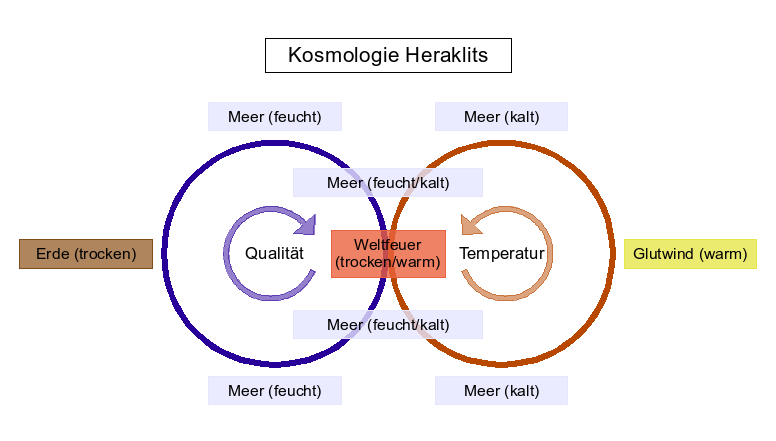
Schematische Darstellung der kosmologischen Prozesse nach Heraklit

Heraklit sieht in Fragment B 30 den Kosmos als materielle Ausformung des Weltfeuers, nicht im Sinne eines Schöpfungsmythos geschaffen und von ewigem Fortbestand. Das Weltfeuer selbst schlägt dabei Fragment B 31 zufolge materiell in andere Elemente um, aus denen sich der sichtbare Kosmos zusammensetzt. Dabei wird schrittweise das heiße und trockene Weltfeuer zunächst in sein Gegenteil verwandelt, in feuchtes und kaltes Wasser. Darin verlöscht das Weltfeuer gänzlich, sodass das Wasser in diesem Stadium das einzige kosmische Element darstellt. Später geht das Meer in andere gegenteilige Qualitäten über, teils in Erde und teils in Glutwind. Der Glutwind lässt die Gestirne als sichtbares Himmelsfeuer aus verdunstetem Wasser entstehen, das von der Erde aufsteigt, sich wie in einem umgestülpten Nachen fängt und sich in Form der wahrnehmbaren Himmelskörper entzündet. Der gesamte Vorgang läuft auch in der umgekehrten Richtung ab. Dadurch entzündet sich das Feuer erneut und der Zyklus des Kosmosgeschehens kann neu einsetzen. Während aller Veränderungen bewahrt der Kosmos so wie der Fluss in den Fluss-Fragmenten ein Gleichgewicht der transformierten Anteile.
Indem Heraklits Lehre bestimmte Gestalten und Prozesse mit der Spannung von Gegensätzlichem und Gegenläufigem verbindet und in einem dynamischen Gleichgewicht aufgehoben sieht, erschließt sich auch sein metaphysisches Interesse am Feuer: „Deshalb wurde das ‚nach Maßen’ entflammende und nach gleichen Maßen verlöschende Feuer in Analogie zur bewegenden und belebenden Kraft der psyche zu einem sinnlichen Symbol für einen in sich bewegten und geordneten Kosmos und für eine Natur, die sich selbst individuell organisierte und gestaltete.“ Das aus dem Mythos geläufige Bild von der Sonne als kreisförmig sich bewegendem Feuerball konnte als sichtbares Zeichen einer unermesslichen Kraftquelle gedeutet werden, „die gleichwohl an sich hielt, und ohne die das kosmische und terrestrische Geschehen nicht zu begreifen war.“
Feuer (πῦρ pŷr), das in der Tradition der ionischen Naturphilosophen als Urstoff (Arché) fungiert, ist bei Heraklit auch als Metapher für den Logos zu verstehen, dessen Dynamik die Welt durchwaltet und dessen Wandlung ihr Seinsprinzip bildet. So charakterisiert er das Feuer als „ewig lebendig“ (ἀείζωον aeízōon) und „vernünftig“ (φρόνιμον phrónimon). Heraklits Feuer-Theorie steht außerdem auch für die Vorstellung, dass sich „alles in einem“ finde, da aus allem Feuer und aus Feuer alles andere hervorgehen soll. Feuer als die kosmologisch-physikalische Form des Logos anzusehen sei denen unmittelbar einsichtig, die im Logos ein aktiv wirkendes Prinzip sehen: Wie das Feuer habe auch der Logos das Weltgeschehen zu steuern.

### Logos und Seele
Der heraklitische Logos hat einen universalen, allgemein gültigen Charakter und steht allen Menschen als gemeinsame „Denkform“ und „Denkverfahren“ offen. Somit beinhaltet er sowohl einen objektiven Bedeutungsgehalt als Regelungsprinzip im Sinne eines „Weltgesetzes“, einer „Weltvernunft“ oder eines „Sinns“ als auch einen subjektiven und allgemeineren wie „Wort“, „Rede“, „Darlegung“, „Lehre“. Dadurch ist Heraklits Vortrag auch sprachlich eng mit dem Inhalt dieses Begriffs verbunden. Dieser Logos ist nach Heraklit aufgrund seiner Allgemeinheit erfahrbar wie auch in den eigenen Worten Heraklits vermittelt. Denken im heraklitischen Sinne hat daher Erkenntnis und Vollzug des Logos zum Ziel. Dennoch verlieren sich die meisten Menschen in eigenen Meinungen, ohne den allen gemeinsamen Logos begreifen zu wollen. Ob der Logos aber tatsächlich erkannt wird, ist für Heraklit nicht entscheidend, da er stets außerhalb des menschlichen Verstandes existiert und in Übereinstimmung mit ihm alle Prozesse verlaufen, wodurch im Logos „alles eins ist“ (ἓν πάντα εἶναι hén pánta eînai):

„Für diesen Logos aber, obgleich er ewig ist, gewinnen die Menschen kein Verständnis, weder ehe sie ihn vernommen noch sobald sie ihn vernommen. Alles geschieht nach diesem Logos, und doch gebärden sie sich wie Unerprobte, so oft sie es probieren mit solchen Worten und Werken, wie ich sie künde, ein jegliches nach seiner Natur zerlegend und deutend, wie sich’s damit verhält.“

„Drum ist’s Pflicht, dem Gemeinsamen zu folgen. Aber obschon der Logos allen gemein ist, leben die meisten doch so, als ob sie eine eigene Einsicht hätten.“

„Habt ihr nicht mich, sondern meinen Logos vernommen, ist es weise zuzugestehen, dass alles eins ist.“

Ähnlich dem Kosmos ist auch die Seele (ψυχή psychḗ) vom Logos bestimmt und unterliegt vergleichbaren Umwandlungsprozessen. Da die Seele Anteil am Logos besitzt und dieser sie als überindividuelles, allen gemeinsames und ewiges Gesetz beherrscht und durchwirkt, kann er durch „Selbsterforschung“ erfahren werden. Damit weist Heraklit der Seele eine gewisse „intellektuelle Funktion“ zu, die weit über den älteren Sinn des Wortes hinausgeht. Allerdings ist eine „Barbarenseele“ nicht fähig, den Logos unverfälscht wahrzunehmen. Das Verständnis des überindividuellen und ewigen Gesetzes des Logos beginnt somit in der individuellen Seele, deren Gestalt, Umfang oder Potential zu bestimmen oder auszuloten sich aber als vergeblich erweisen muss:

„Der Seele Grenzen kannst du nicht ausfinden, und ob du jegliche Straße abschrittest; so tiefen Grund hat sie.“

„Der Seele ist der Logos eigen, der sich selbst mehrt.“

Die Seelenlehre Heraklits lässt sich aus den wenigen einschlägigen Fragmenten nicht exakt erschließen; doch ergibt sich daraus, dass die Seele den gleichen Umschlagprozessen wie der Kosmos unterworfen ist. So wird die Seele in das gleiche zyklische Verhältnis zu den Elementen Erde und Wasser gesetzt, in dem laut Fragment B 31 das kosmische Weltfeuer zu den übrigen Elementen steht:

„Für die Seelen ist es Tod zu Wasser zu werden, für das Wasser Tod zur Erde zu werden. Aus der Erde wird Wasser, aus Wasser Seele.“

Dieses Fragment behandelt die Seele zwar als sterblich; da Heraklit sie jedoch zum Weltfeuer, das trotz des Umwandlungsgeschehens in seiner Gesamtheit unvergänglich ist, in Analogie setzt, scheint er ihr auch einen Unsterblichkeitsaspekt zuzuweisen. Einigen Interpreten zufolge spricht Heraklit der Seele nur in jenem Maße Unsterblichkeit zu, in dem sie sich dem Denken und damit dem Logos zuwendet, eine „bedingte Unsterblichkeit“ gewissermaßen. Für diese Deutung sprechen einige Fragmente. Möglicherweise lehrte Heraklit ähnlich wie Hesiod, dass „die Tapferen nach dem Tode mit einem neuen Leben als heroische Wächter über die Lebenden belohnt werden“. Darauf spielen vielleicht einige Fragmente an, die einem ehrenvollen Leben einen unsterblichen Lohn verheißen. Andere Interpreten meinen, dass die Seelen der Besten im Gegensatz zu denen der Vielen nicht in Wasser aufgelöst werden, sondern zunächst als körperlose Geister bestehen bleiben, bevor sie – letztlich im Sinne von Sterblichkeit – im Weltfeuer aufgehen. Eine abschließende Antwort auf diese Frage ist jedoch kaum möglich.

### Polis und Nomos
Hinweise auf Heraklits politisches Denken sind in den Fragmenten nur spärlich zu finden. Dennoch sehen manche Interpreten weniger die Kosmologie, sondern gerade „das Ganze des menschlich-politischen Lebens“ als den Kern der Philosophie Heraklits. So deuten einige Fragmente an, dass Heraklits Lehre wesentlich auf die Natur des Menschen und auf die daraus sich ergebenden Gestaltungsaufgaben des sozialen Miteinanders zielte; so betont Heraklit etwa in einem Fragment, dass „seine eigene Art […] dem Menschen sein Daimon“ sei. Daimon steht dabei für das Schicksal des Menschen, das dieser nach herkömmlicher Vorstellung von den Göttern und somit von einer äußeren Instanz empfängt. Heraklit verbindet hingegen die Lebensführung des Menschen mit dessen Schicksal: „Was traditionell als Gegensatz von Göttlichem und Menschlichem, Fremdem und Eigenem erscheint, wird von Heraklit – sprachlich und gedanklich – im Menschen als Mitte zusammengefügt: Daimon und Ethos sind eins und dasselbe.“ Der Auffassung Heraklits zufolge tritt somit „an die Stelle der göttlichen Autorität das menschliche Selbst als neue Instanz.“
Zugleich ist Heraklits Philosophie nicht nur auf den einzelnen Menschen gerichtet, sondern wesentlich auch auf das Gemeinwesen, wie es in B 2 als das allen „Gemeinsame“ bezeichnet wird: „Drum ist’s Pflicht, dem Gemeinsamen zu folgen. Aber obschon der Logos allen gemein ist, leben die meisten doch so, als ob sie eine eigene Einsicht hätten.“ Elementare Bedeutung im politischen Leben hat damit für Heraklit das allgemein gültige Gesetz, der Nomos, als die rechtliche Grundordnung der Polis. Er stellt sie auf eine Stufe mit der militärischen Verteidigungsbereitschaft des Gemeinwesens nach außen: „Kämpfen muß das Volk für den Nomos wie für die Stadtmauer.“
Fragment B 114 setzt die Bedeutung des Nomos für die Polis ebenfalls als grundlegend voraus, wobei der Vergleich hier wiederum die Gesamtausrichtung des Denkens auf das allen Gemeinsame unterstreichen soll, das aus dem göttlichen Allgesetz folgt. Wie die Polis Stärke gewinnt aus der Orientierung der Bürger am Nomos, so gewinnt das Denken an Ergiebigkeit, wenn es sich auf das Gemeinsame bezieht.
In Fragment B 114 unterscheidet Heraklit auch zwischen der Gerechtigkeit der menschlichen Gesetze und dem göttlichen Gesetz, obwohl sie für ihn wesensmäßig zusammenhängen. Damit wird erstmals eine rationale Naturrechtslehre gedanklich vorbereitet, die über Anaximanders Postulat der Einheit von Sein und rechter Ordnung hinausgeht.
Konkrete Vorstellungen Heraklits zur idealen Polis-Verfassung sind den Fragmenten nicht zu entnehmen. Wenn es in B 33 heißt, dass Gesetz auch besagen könne, „dem Willen eines einzigen zu gehorchen“, so bietet die zeitgenössische griechische Poliswelt dafür verschiedene Anknüpfungsmöglichkeiten: In herausgehobener Funktion mit gesetzgebungsartigen Kompetenzen tätig waren neben den Vertretern der älteren Tyrannis auch die in der Großen Kolonisation als Gründer fungierenden Oikisten und die bei inneren Poliskonflikten als Streitschlichter berufenen Aisymneten, so im Falle Solons von Athen. Welche politische Sonderrolle der von Heraklit offenbar hochgeschätzte Hermodoros in Milet gespielt hat, der nach Fragment B 121 von den Milesiern ins Exil gezwungen wurde, bleibt ebenfalls offen.

### Gott und Mensch

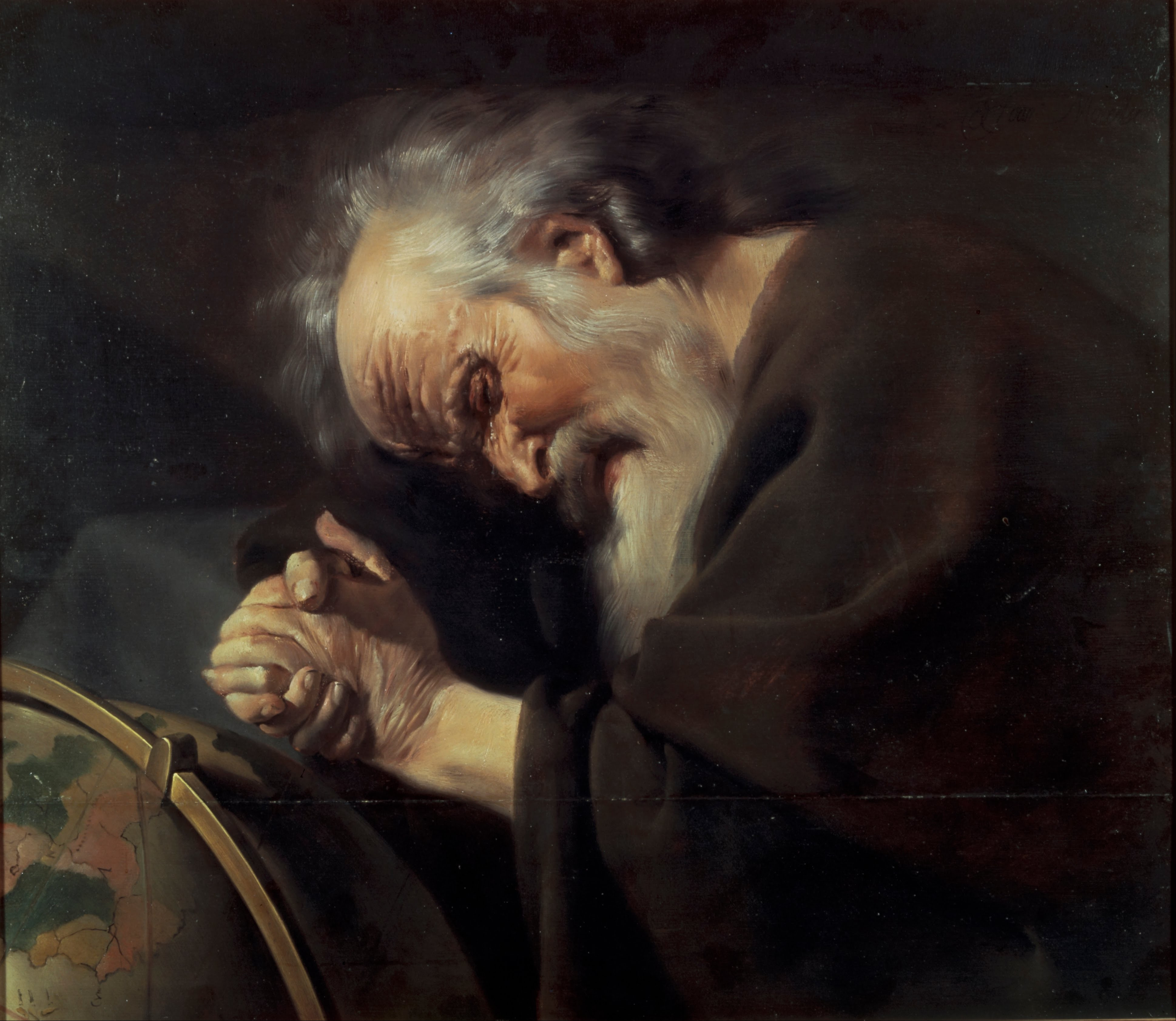
Heraklit, Gemälde von Johan Moreelse (1602–1634)

Die theologischen Aussagen der erhaltenen Fragmente Heraklits lassen sich kaum zu einer kohärenten Lehre vereinen. Daher eröffnet sich in der Heraklit-Forschung ein weites Spektrum oft konträrer Deutungen der heraklitischen Theologie; bisweilen wird Heraklits Philosophie als radikale Kritik einer überkommenen Religion gesehen, andere Interpreten deuten sein Denken „als eine Bestätigung und Artikulation der religiösen Überlieferung“. Zu berücksichtigen ist dabei der Hintergrund seiner Unterscheidung von außerphilosophischer Ansicht und tieferer Einsicht; die Einsicht hat er möglicherweise als „Zurückführung der Überlieferung auf ihre Wahrheit“ aufgefasst.
Heraklits Gottesvorstellung oder Götterbild wird in den überlieferten Fragmenten vor allem in Verhältnisgleichungen mit den Größen Affe, Kind, Mann und Gottheit fassbar:

„Der schönste Affe ist häßlich mit dem Menschengeschlechte verglichen.“

„Der weiseste Mensch wird gegen Gott gehalten wie ein Affe erscheinen in Weisheit, Schönheit und allem andern.“

„Kindisch heißt der Mann der Gottheit wie der Knabe dem Manne.“

„Das Geschlecht der Menschen kommt nie zu wirklichen Einsichten, wohl aber das der Götter.“

Wie ein menschenähnlicher Affe hinter dem Menschen zurückbleibt, wird am Maßstab der göttlichen Weisheit selbst das relativiert, was dem Menschen als im höchsten Maße weise gilt, und stößt an seine Grenze; jedoch leugnet Heraklit damit nicht die Existenz Gottes oder mehrerer Götter.
Weitere Einschätzungen des Verhältnisses von Göttern und Menschen enthalten die beiden folgenden Fragmente:

„Krieg ist Vater von allen, König von allen.  Die einen macht er zu Göttern, die anderen zu Menschen, die einen zu Sklaven, die anderen zu Freien.“

„Unsterbliche sterblich, Sterbliche unsterblich: Sie leben den Tod jener, und das Leben jener sterben sie.“

Die transitive Verwendung von „leben“ und „sterben“ deutet nach Held an, dass Heraklit das gesamte Leben als Sterben auffasst, wobei die menschliche Sterblichkeit zur göttlichen Unsterblichkeit in Kontrast tritt, sie als ihr Gegenteil erst bedingt und damit vollzieht oder erst denkbar macht. Das eigentliche Verhältnis von Gott und Mensch zeigt sich in diesem Verständnis des einen Status verleihenden Kampfes, aus dem sich der „Rangunterschied zwischen Göttern und Menschen […] ergibt: Offenbar lassen sich diese Gruppen nur durch ihr unterschiedliches Verhältnis zu dem Tod, mit dem sie im Kampfe konfrontiert werden, unterscheiden. Die Götter gehen aus dem Kampfe als die wesenhaft vom Tode nicht Betroffenen hervor; die Menschen hingegen erweisen sich als die Sterblichen […].“ Daher findet auch jede Erkenntnis des Menschen an seiner Sterblichkeit ihre Grenze und unterscheidet sich somit von göttlicher Weisheit, mit der sie Heraklit generell parallelisiert oder zumindest vergleicht.
Wenngleich der heraklitische Gottesbegriff oft in unbestimmter Weise formuliert ist, führt doch ein weiteres Fragment zu einem konkreteren Verständnis der Theologie Heraklits:

„Gott ist Tag Nacht, Winter Sommer, Krieg Frieden, Überfluss und Hunger. Er wandelt sich aber wie ›eine Substanz‹, die, wenn sie mit Duftstoffen vermengt wird, nach dem jeweiligen Duft benannt wird.“

Held sieht in diesem Fragment einen Ausdruck des typisch griechischen Gottesbildes als Prädikatsbegriff, also der Vorstellung, dass das Göttliche unterschiedliche Situationen durchdringt und sich dadurch für den Menschen erfahrbar macht, wodurch „Tag“ und „Nacht“ und andere lebensweltliche Umstände jeweils zu „dem Gott“ werden. Diese sind dabei Erscheinungsweisen des einen Gottes, der als Substrat unverändert bleibt, jedoch in einer anderen Situation erscheint und durch unterschiedliche Wahrnehmungsweisen aufgefasst wird. Die Pluralität der jeweiligen Göttergestalten beruht daher auf der Erfahrung des einen Gottes in vielfältigen Situationen, indem das Göttliche selbst gerade in seiner Differenz und Überlegenheit, die sich aus den menschlichen Eigenschaften ergibt, erfahren wird.

### Weisheit und Unverstand
In der Interpretation Klaus Helds geht aus zahlreichen Fragmenten hervor, dass Heraklit Weisheit in vollkommener Form nur den Göttern zuschreibt. „Das allein Weise“ (τὸ σοφόν μοῦνον to sophón moúnon) ist das höchste Denkbare; sein Rang ist allenfalls der herausragenden Stellung des Zeus in der griechischen Volksreligion vergleichbar. Theoretisch ist es zwar „allen Menschen […] gegeben, sich selbst zu erkennen und klug zu sein“, doch gelingt es nur wenigen, Weisheit zu erlangen:

„Das Weise ist nur eins. Es will sich nicht mit dem Namen des Zeus nennen lassen – und will es doch.“

Wenn das Eine Weise sich dagegen sträubt, Zeus genannt zu werden, liege das daran, vermutet Christian Meier, dass mit dem Namen eine Einschränkung verbunden sein könnte. Meier weist darauf hin, dass Heraklit an anderer Stelle sagt, das Weise als das Eine bestehe darin, das Denken zu verstehen, „das alles durch alles steuert; offenbar eine Intelligenz, die verschiedenen Kräften derart innewohnt (oder sie derart bestimmt), daß sie sich gegenseitig lenken, wohin sie sollen“:

„Denn das Weise ist das Eine: den einsichtsvollen Willen zu verstehen, der alles durch alle hindurchsteuert.“

Das Weise, folgert Christian Meier, das nach Heraklit jedenfalls dem alles umfassenden Gott eigen sei, könne, „wenn sie dessen Intelligenz verstehen, offenbar auch den Menschen eigen sein.“ Tatsächlich ist Weisheit unter Menschen für Heraklit allerdings ein rares Gut.

„So viele Reden ich gehört habe, keine kommt je so weit zu erkennen: das Weise ist von allem geschieden.“

Bei seiner Kritik falsch verstandener Weisheit wendet sich Heraklit auch gegen bekannte Persönlichkeiten; so wirft er Hesiod, Pythagoras, Xenophanes und Hekataios vor, ohne Verstand lediglich „Vielwisserei“ (πολυμαθίη polymathíē) betrieben zu haben, statt zu wahrem Wissen vorzudringen. Zwar bescheinigt er seinem Zeitgenossen Pythagoras, mehr Studien betrieben zu haben als irgendein anderer Mensch; jedoch beschuldigt er ihn der „Künstelei“ und nennt ihn spöttisch einen „Oberschwindler“ (kopídōn archēgós). Den „Lehrer der meisten“, Hesiod, trifft die Kritik, die elementare Einheit der Gegensätze Tag und Nacht nicht erkannt zu haben. Ein Lob spendet Heraklit neben Hermodoros einzig dem Staatsmann Bias von Priene, mit dem er die Geringschätzung der breiten Masse teilt. Ein auf Bias gestütztes Zitat findet sich in Fragment B 104, in dem Heraklit polemisch über die Aöden und späteren Rhapsoden spottet:

„Denn was ist ihr Sinn oder Verstand? Straßensängern glauben sie, und zum Lehrer haben sie den Pöbel. Denn sie wissen nicht, daß die meisten schlecht und nur wenige gut sind.“

Insbesondere von Homer distanziert sich Heraklit scharf. Der Dichter habe es ebenso wie Archilochos verdient, aus musischen Wettbewerben hinausgeworfen und verprügelt zu werden. Der Hintergrund dieser Polemik erschließt sich mit Blick auf den Ilias-Vers „Schwände doch jeglicher Zwiespalt unter Göttern und Menschen“, gegen den Heraklit ausdrücklich Stellung bezieht.

## Rezeption
Im Laufe ihrer Rezeptionsgeschichte wurden die Gedanken Heraklits nicht bloß überliefert, sondern häufig auch von denen, die sich auf ihn beriefen, für eigene philosophische oder theologische Zwecke herangezogen, umgedeutet und dadurch verzerrt. Manche späteren Denker betonten einseitig einen speziellen Aspekt seiner Lehre, um ihn so zum Vorläufer ihrer eigenen Philosophie zu machen. So gilt Heraklit seit Platon als Vertreter eines eigenständigen philosophischen Systems, das alle Phänomene auf einen steten Wandel reduziere und als neue Errungenschaft ein Prinzip postuliere, welches unterschiedlichste Gegensätze vereine. Er stehe für die Idee eines vernunftbegabten Feuers als Ursprung aller Dinge. Man sieht ihn als ersten europäischen Philosophen an, der von physikalischen Theorien auf metaphysische, epistemologische und ontologische Sachverhalte geschlossen und in allem seine Theorie der dauernden Spannung von Gegensätzen zur Geltung gebracht habe.

### Antike und Mittelalter
Für den Ruf des „Dunklen“, den Heraklit bereits in der Antike besaß, steht als erster Anhaltspunkt eine Äußerung des Sokrates bei Diogenes Laertios. Zu seinen Heraklit-Studien befragt, soll Sokrates geantwortet haben: „Was ich verstanden habe, ist ausgezeichnet – ich glaube auch das, was ich nicht verstanden habe, jedoch bedürfte es dazu eines delischen Tauchers“. Damit meinte er besonders geübte Taucher der Insel Delos und spielte zugleich auf das dortige Orakel des Apollon an. Die Deutungsprobleme, die Heraklit aufwirft, ergeben sich also nicht allein aus der fragmentarisch-ungeordneten Überlieferungssituation der Neuzeit, sondern bestanden bereits in der Antike, als Heraklits Werk als eine von wenigen vorsokratischen Schriften wenigstens bis in die mittlere Kaiserzeit im Original zugänglich war.

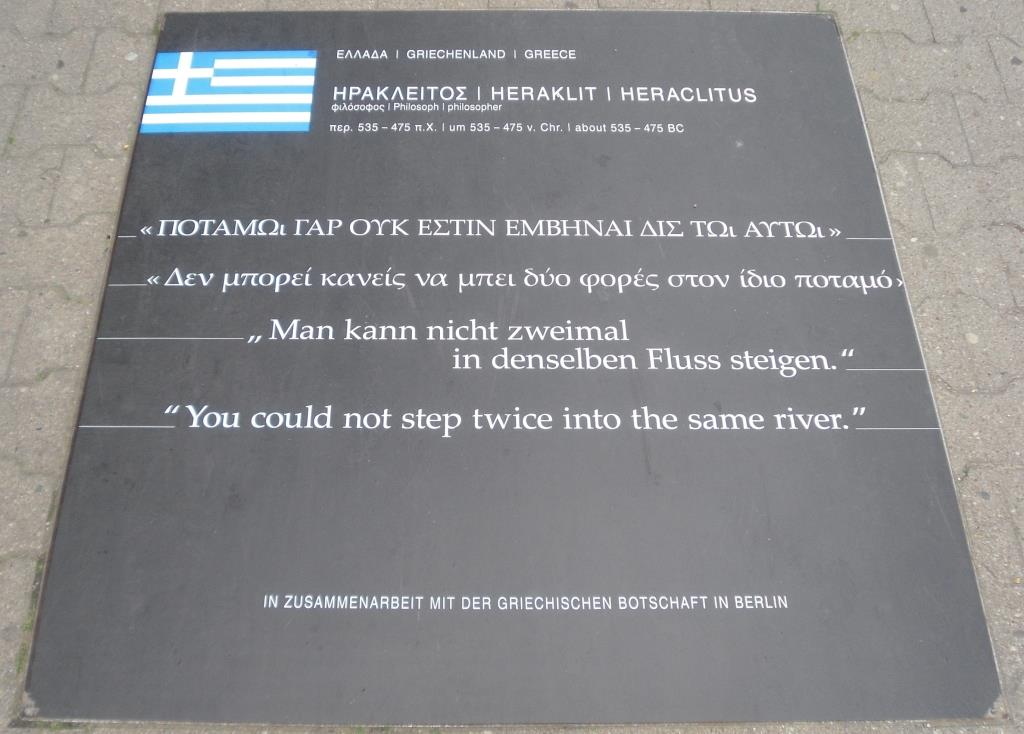
Heraklit-Zitat auf dem Pfad der Visionäre in Berlin

Die Umdeutung und Einbeziehung heraklitischer Elemente in eigenes philosophisches Gedankengut setzt bereits bei Platon und Aristoteles ein. Während Aristoteles in Heraklit einen Vorläufer seiner Metaphysik sah, nahm Platon ihn für die Vorgeschichte seiner Ideenlehre in Anspruch und charakterisierte Heraklits Denken als ein auf ewiges Werden und Fließen gerichtetes, womit eine Deutungstradition begründet wurde, die noch bei Nietzsche nachklingt:

„Heraklit sagt doch, dass alles davon geht und nichts bleibt, und indem er alles Seiende einem strömenden Flusse vergleicht, sagt er, man könne nicht zweimal in denselbigen Fluß steigen.“

Der erste Teil dieses Zitats aus Platons Dialog Kratylos gilt als unecht. Der zweite Abschnitt ist entweder eine platonische Umdeutung oder basiert auf einem anderweitig nicht bezeugten Spruch.
Im Kratylos werden zudem Philosophen erwähnt, die „mit Heraklit geglaubt haben, alles Seiende gehe, und es bleibe nichts fest.“ Ähnlich spricht Platon im Theaitetos von „Freunden des Heraklit“ oder „Herakliteern“; jedoch ist kaum glaubhaft, dass es sich hierbei um einen Schülerkreis im engeren Sinne gehandelt hat.

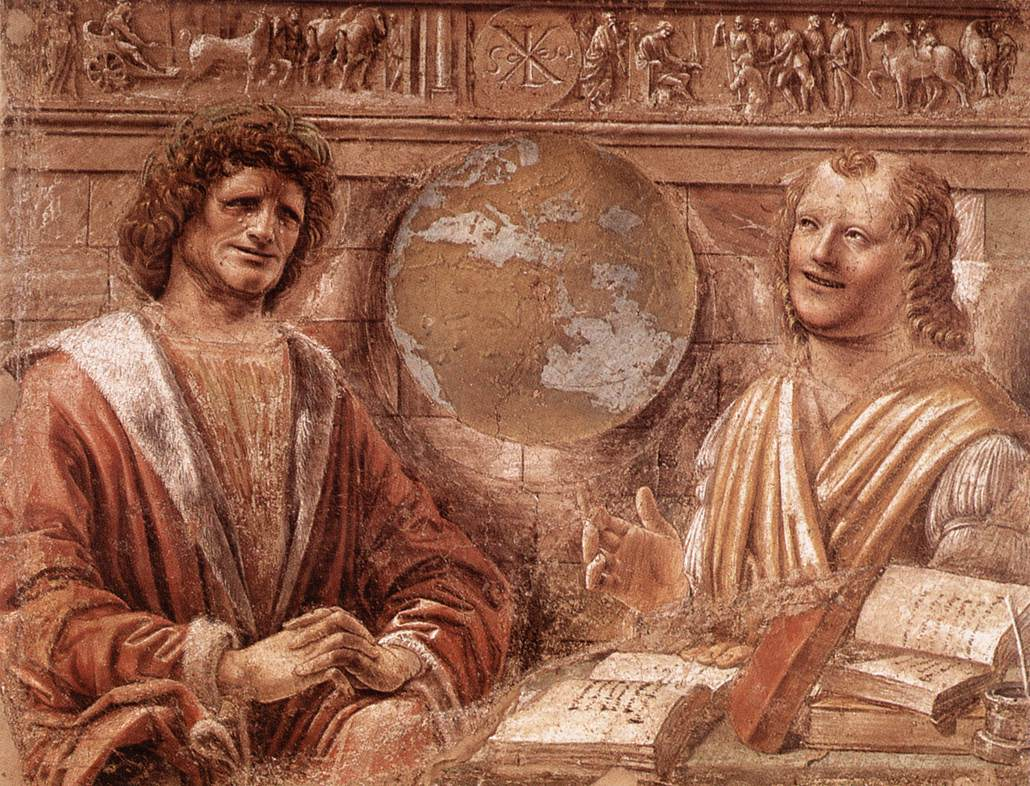
Der weinende Heraklit und der lachende Demokrit, auf Leinwand übertragenes Fresko von Donato Bramante (1477), Pinacoteca di Brera, Mailand

In der römischen Kaiserzeit wurde Heraklit oft erwähnt und zitiert, wobei sich Authentisches mit Erfundenem mischte. Mehrere fingierte Briefe von ihm und an ihn, die sich damals im Umlauf befanden, lassen erkennen, dass Kyniker versuchten, aus ihm einen Vorläufer ihrer Richtung zu machen. Stoiker wie Seneca, Neupythagoreer, Platoniker (besonders Plutarch) und der frühe Kirchenvater Clemens von Alexandria beriefen sich auf ihn. Da es keine einheitliche Traditionslinie oder Schule Heraklits gab, konnten unterschiedliche Strömungen ihn für ihre Anliegen in Anspruch nehmen, doch entstand aus derartigen einzelnen Rückgriffen keine Kontinuität. Lukian von Samosata sah Heraklit als „weinenden Philosophen“, der die Torheit der Menschen beklagt habe, im Gegensatz zu Demokrit als dem über die menschliche Ignoranz „lachenden Philosophen“. Der Skeptiker Sextus Empiricus kritisierte Heraklit und warf ihm „dogmatische“ Aussagen vor.
Im Mittelalter kannte man nur noch einzelne Legenden und Fragmente. Während man im Byzantinischen Reich gerne das wenige, was man von Heraklit wusste, zitierte, insbesondere in Scholien zu Werken antiker Autoren, war er der lateinischsprachigen Gelehrtenwelt des Westens jahrhundertelang so gut wie unbekannt; erst im 12. Jahrhundert taucht bei Bernardus Silvestris ein Heraklit-Zitat auf. Im 13. Jahrhundert begannen sich jedoch die scholastischen Gelehrten für ihn zu interessieren; Albertus Magnus und Thomas von Aquin verfügten bereits über einige Kenntnis heraklitischer Ideen und setzten sich damit auseinander. Ferner erwähnte Dante Heraklit zusammen mit anderen antiken Philosophen in der Divina commedia.
Im 15. Jahrhundert entwickelte Nikolaus von Kues die theologische und erkenntnistheoretische Formel der coincidentia oppositorum, des Zusammenfalls der Gegensätze, die wegen ihrer Ähnlichkeit mit dem Gegensatzdenken Heraklits oft mit diesem in Zusammenhang gebracht wird. Nikolaus erwähnt jedoch Heraklit nicht, und für die Vermutung, dass er von ihm beeinflusst sei, gibt es kein konkretes Indiz.

### Frühe Neuzeit und 19. Jahrhundert

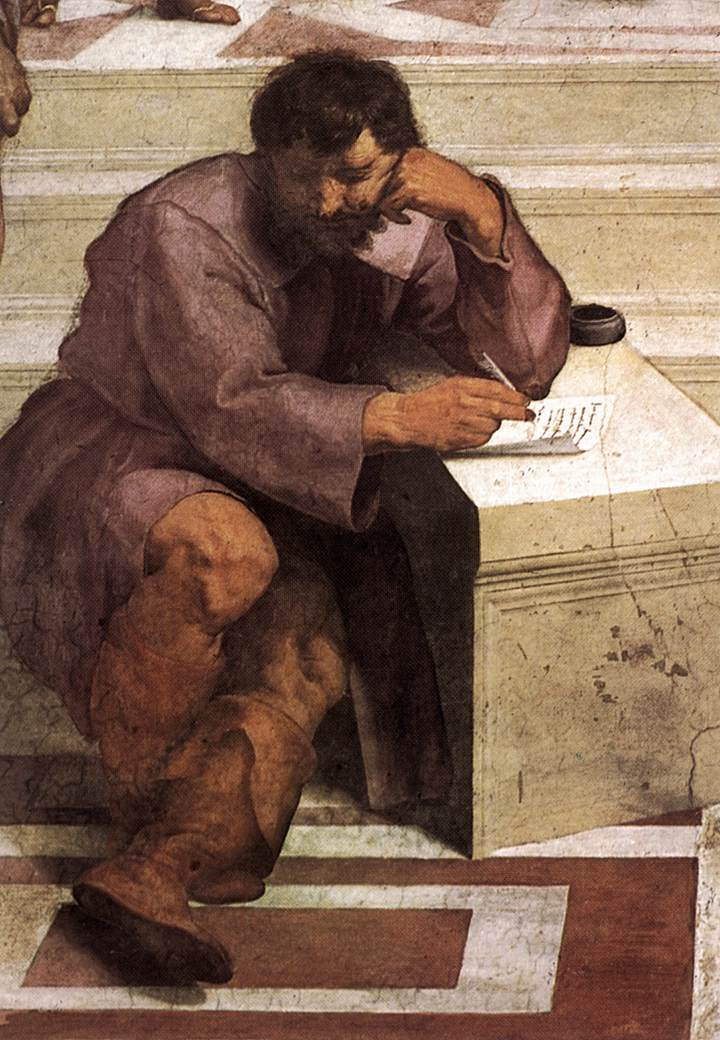
Heraklit in der Gestalt Michelangelos, Detailansicht aus Raphaels Die Schule von Athen (1510–1511), Fresko in der Stanza della Segnatura, Vatikan

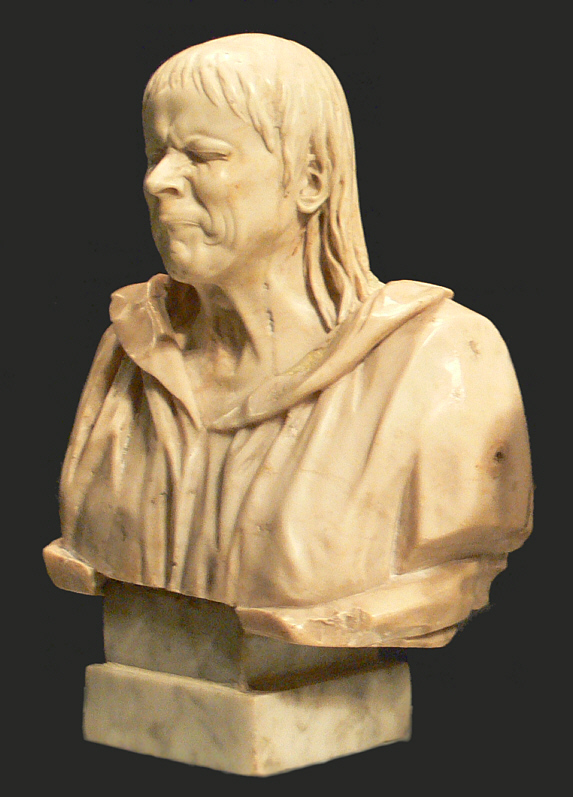
Charakterkopf „Heraklit“, Alabasterbüste von Franz Xaver Messerschmidt (18. Jahrhundert), Landesmuseum Württemberg

Indirekt fand heraklitisches Gedankengut Aufnahme in den Deutschen Idealismus, zumeist gestützt auf erste Versuche einer Sammlung der Fragmente, wie beispielsweise die Poesis philosophica des Henricus Stephanus von 1573, nach der auch noch Hegel Heraklit zitierte. Den von Lessing in Bezug auf Spinozas Philosophie geprägten Begriff des Ἕν καὶ Πᾶν (hén kaì pân, etwa: „Eins und Alles“), übernahm Hölderlin als Ausdruck des Pantheismus. In der letzten Fassung des Hyperion formulierte er das Ineinander komplementärer Gegensätze „als simultane Verbundenheit des Widerstreitenden“. Dabei berief er sich auf „das große Wort, das ἑν διαφερον ἑαυτῳ, das Eine in sich selber unterschiedne, des Heraklit“: „Wie der Zwist der Liebenden, sind die Dissonanzen der Welt. Versöhnung ist mitten im Streit und alles Getrennte findet sich wieder. Es scheiden und kehren im Herzen die Adern und einiges, ewiges, glühendes Leben ist Alles.“ Die seit Platon gängige Interpretation Heraklits als eines Denkers, der hauptsächlich das Werden und den Prozess der Veränderung thematisierte, wirkte auch bei Hegel und Nietzsche im 19. Jahrhundert nach. So sah Hegel in Heraklit den Protagonisten eines in der Hegelschen Dialektik gründenden Bewegungsgesetzes und bekannte: „Hier sehen wir Land; es ist kein Satz des Heraklit, den ich nicht in meine Logik aufgenommen.“
Zugleich erschienen neue Textausgaben. So publizierte Friedrich Schleiermacher 1808 seine damals wegen ihrer Vollständigkeit geschätzte Arbeit Herakleitos der dunkle, die 73 Fragmente enthält. Er bemühte sich darum, Heraklits Philosophie „aus den Trümmern seines Werkes und den Zeugnissen der Alten“ zu rekonstruieren, und gab das Ermittelte heraus, „soviel man davon wissen und nachweisen kann“.
Auch bei Goethe spiegelt sich von der Zeit des Werther bis in das Spätwerk der Einfluss Heraklits wider. Sprachlich äußert er sich in metaphorischem Umgang mit dem Gegensatzprinzip in Oxymora wie „fern und nah“, „lebeloses Leben“ oder „geeinte Zwienatur“. Inhaltlich nähert sich Goethe Heraklit vor allem in dem Bestreben, Naturbildungen als Phänomene zu begreifen, die auf eine verborgene Gesetzlichkeit verweisen. Auch in der Vereinigung konstruktiver wie destruktiver Elemente seines Naturbildes lässt Goethe Werther Gedanken formulieren, die an die Flussfragmente erinnern:

„Kannst du sagen: Das ist! da alles vorübergeht? da alles mit der Wetterschnelle vorüberrollt, […] in den Strom fortgerissen […] wird? […] Ich sehe nichts, als ein ewig verschlingendes, ewig wiederkäuendes Ungeheuer.“

Nietzsche meinte in Heraklit einen „Vorfahren“ zu erkennen, „in dessen Nähe überhaupt mir wärmer, mir wohler zu Muthe wird als irgendwo sonst“ und dessen Gedankengut er als „das mir Verwandteste“ anerkannte, „was bisher gedacht worden ist.“ In einem geplanten Philosophenbuch, dessen tatsächlich realisierte Passagen er in das Fragment Die Philosophie im tragischen Zeitalter der Griechen übernimmt, zeigt Nietzsche gerade zur Persönlichkeit Heraklits eine Nähe, die besonders in der Schrift Also sprach Zarathustra in eine Identifikation mündet. Nietzsche identifiziert sich mit dem Protagonisten Zarathustra, dessen Persönlichkeit und Auftreten stark unter dem Einfluss Heraklits steht. Im Zarathustra greift er zahlreiche Motive Heraklits auf; keine andere Quelle schöpft er dort so intensiv aus wie diese. In der Wahl der Metaphern sind deutliche Parallelen erkennbar, beispielsweise in der Lehre vom Übermenschen, die analog zur Affe-Mensch-Gott-Proportion der heraklitischen Fragmente entwickelt wird:

„Was ist der Affe für den Menschen? Ein Gelächter oder eine schmerzliche Scham. Und ebendas soll der Mensch für den Übermenschen sein: ein Gelächter oder eine schmerzliche Scham. Ihr habt den Weg vom Wurme zum Menschen gemacht, und Vieles ist in euch noch Wurm. Einst wart ihr Affen, und auch jetzt noch ist der Mensch mehr Affe, als irgend ein Affe.“

Philosophiehistorisch ist Nietzsche der gängigen Meinung der Philologie seiner Zeit verhaftet, die Heraklit in platonischer Tradition als Philosophen des Werdens, der periodischen Weltuntergänge und des Kampfes der Gegensätze interpretierte. „Im Zuge der Umwertung und Umstülpung der unter platonischem Vorzeichen stehenden Metaphysik“ stellt Nietzsches Hermeneutik „das Werden über das starre, einer fundamentalen Illusion entspringende Sein“ und sieht „Heraklit als die Vorweg-Widerlegung Platons“ an. Zugleich rezipiert Nietzsche die von Platons Einfluss umgestaltete Flusslehre und verbindet sie mit der aus anderen antiken Traditionen stammenden Idee der ewigen Wiederkunft des Gleichen, die ihm heraklitisch erscheint und die er mit der Lehre seines Zarathustra in Einklang zu bringen versucht. Nach Nietzsches Interpretation verleugnet der heraklitische Begriff des Werdens die „eigentliche Existenz“ des Seienden; die Dinge sind lediglich „das Erblitzen und der Funkenschlag gezückter Schwerter, sie sind das Aufglänzen des Siegs, im Kampf der entgegengesetzten Qualitäten.“ So lässt er Heraklit ausrufen:

„Ich sehe nichts als Werden. Laßt euch nicht täuschen! In eurem kurzen Blick liegt es, nicht im Wesen der Dinge, wenn ihr irgendwo festes Land im Meere des Werdens und Vergehens zu sehen glaubt. Ihr gebraucht Namen der Dinge, als ob sie eine starre Dauer hätten: aber selbst der Strom, in den ihr zum zweiten Male steigt, ist nicht derselbe als bei dem ersten Male.“

Heraklits Bedeutung als Impulsgeber der Philosophiegeschichte betonten Hegel und Nietzsche aus unterschiedlicher Perspektive. So erscheint Heraklit bei Hegel „als der früheste Vorläufer der gegenwärtig erreichten, abschließenden höchsten Vollendung des Denkens“, bei Nietzsche jedoch „als der früheste Vorbote seiner tiefsten Krise; die Vollendung beruht auf dem vollständigen Erscheinen des von Heraklit ahnungsweise Angedeuteten, die Krise auf seiner vollständigen Vergessenheit im gegenwärtigen Zeitalter.“

### 20. und 21. Jahrhundert

#### Martin Heidegger
Martin Heidegger studierte Heraklit intensiv und stellte ihn in den Zusammenhang seiner eigenen Philosophie. In den 1930er Jahren bestimmte Heidegger „Logik“ im Sinne des Logos-Begriffs Heraklits, der „das Sein des Seienden“ bezeichne. Heidegger führt seinen Begriff von Wahrheit als alétheia (Unverborgenheit) auf Heraklit zurück und sieht die diesem Wort entspringende „Grunderfahrung“ bei Platon bereits „im Schwinden“. Für Heidegger „gab es vor Sokrates noch keine Metaphysik; das Denken des Heraklit und Parmenides ist ‚Physik‘ im Sinne eines Erdenkens des Wesens der physis als des Seins des Seienden“. Heidegger wendet sich gegen „die auch von Nietzsche selbst in Umlauf gebrachte“ Interpretationshypothese, „das Sein ‚sei‘ das ‚Werden‘“. In seiner Heraklit-Deutung wollte Heidegger über den Dualismus von Werden und Sein hinausgelangen. Demnach beruht seine Heraklit-Rezeption wesentlich auf der Logos-Interpretation als einer Auslegung der phýsis: „Im ursprünglichen Gebrauch des Wortes phýsis ist nach Heidegger noch etwas von dem Verhältnis zu hören, das in dem Wort a-létheia, Un-verborgenheit, von den Griechen zwar benannt, aber nicht eigens bedacht wurde.“ Die Entbergung des Verborgenen ist somit Heraklits Leistung, die er ja auch selbst beanspruchte. Heidegger war der Meinung, dass „der Beginn der Denkgeschichte mehr war als ein später überholter Ausgangspunkt, nämlich der Anfang als arché, d. h. als stiftender und damit bleibender Anfangsgrund“. In Heraklits Aussage (B 123), dass die Natur sich gern verbirgt, sei das Entwicklungsgesetz des philosophisch-wissenschaftlichen Denkens bereits enthalten. Dies begründe die einzigartige Position Heraklits: „Sein Denken hat eine ‚Sache‘ zum Thema, deren Verfassung zugleich das gesamte geschichtliche Schicksal des Denkens überhaupt prägt.“

#### Erich Fromm
Der Psychoanalytiker Erich Fromm analysierte 1956 in Die Kunst des Liebens Positionen Heraklits, dessen paradoxe Logik er als Alternative zur aristotelischen widerspruchsfreien Logik betrachtete. Er zog auch einen Vergleich mit der Lehre Zhuangzis.

#### Hans-Georg Gadamer
Das Spektrum der modernen Heraklit-Deutungen ist weit. In der deutschsprachigen Literatur gehört diejenige Hans-Georg Gadamers zu den profiliertesten. Für ihn stehen Denken und Werk Heraklits entschieden nicht in der Tradition der Ionischen Naturphilosophie. Gadamer weist darauf hin, dass schon in der Antike die Deutung vorgeschlagen wurde, dass Heraklits Schrift weniger auf die Natur und die kosmologischen Zusammenhänge ziele als vielmehr auf den Bürgerverband, auf die politeia und ihre mentale Ausrichtung. Diese Auffassung stützt sich auf die Beobachtung, dass Heraklits naturbezogene Aussagen oft so naiv wirken, dass ihnen nicht die hauptsächliche Bedeutung zuzukommen scheint. So urteilte schon der Grammatiker Diodot, der diesen Äußerungen Heraklits lediglich einen paradigmatischen, beispielhaft veranschaulichenden Charakter zuwies und die Verfassung des Staates für das eigentliche Thema seiner Schrift hielt.
Als Ausgangspunkt seiner Interpretation wählt Gadamer die Formel „Eins ist das Weise“ (ἓν τὸ σοφὸν hen to sophón), denn er deutet das Bestreben, Unterschiedliches in einer Einheit zu denken, als die in mehreren Fragmenten wiederholte zentrale Botschaft Heraklits. Für das Gegensatzpaar „wachen und schlafen“ stellt das Individuum selbst als Wachender oder Schlafender das Eine bzw. den Einen dar, der „am Leben ist“. In Fragment B 26 wird dieses Einssein mit dem Feuer verbunden: „Der Mensch in der Nacht zündet sich ein Licht an, wenn die Augen erloschen sind. Lebend rührt er an den Toten, erwacht rührt er an den Schlafenden.“ Dieses Anzünden des Lichts in der Nacht interpretiert Gadamer als ein Erwachen des Bewusstseins, wenn man die „volle Aussagekraft“ des Logos darin sieht, dass „nicht das Licht des Traumes, sondern die Helligkeit, die wir ‚Bewusstsein’ nennen, hier gemeint ist“. Dieses Entfachen des Vernunftfeuers als „Zu-sich-Kommen“ des Bewusstseins ist nach Gadamer kein rein individueller Vorgang, sondern ein kollektiver „Weg zur Teilhabe am gemeinsamen Tage und der gemeinsamen Welt.“

#### Klaus Held
Die Gegenüberstellung von Ansicht und Einsicht als „kritische Selbstunterscheidung des Denkens von der vor- und außerphilosophischen Denk- und Verhaltensart“ ist für Klaus Held „der Grundgedanke Heraklits, von dem her sich alle seine weiteren Gedanken entfalten lassen“ und der „im Wesen seiner Auffassung vom Denken begründet“ ist. Als philosophiegeschichtlichen Standort Heraklits bestimmt er eine Mittelposition zwischen dem vorphilosophischen Denken des archaischen Griechentums einerseits, wie es in manchen Fragmenten wie B 24 und B 25 mit der Behandlung von Tod und Ehre nachhalle, und dem metaphysischen Denken Platons andererseits, bei dem der Mensch über seine unsterbliche Seele Anteil an der Ewigkeit der Ideen erlangen kann.
Ein spezifisches Moment der phänomenologischen Heraklit-Interpretation Helds liegt in der Verknüpfung mit der von Husserl und Heidegger philosophisch reflektierten subjektiven lebensweltlichen Zeiterfahrung. Den Ansatzpunkt dafür bei Heraklit bilde das Umschlagen (μεταπίπτειν) der Gegensätze. Eine Erwartung oder Erinnerung habe selbst den Charakter der Gegenwart, der noch ausstehenden oder der schon entschwundenen: „Es ist die Erfahrung von der einen und einzigen Gegenwart, in der beständig verbleibend ich alle meine Erfahrungen mache. Zu der Weise, wie ich mir dieser Gegenwart bewusst bin, gehört immer ein unthematisches Miterfassen des Kommens und Gehens der Gegenwart.“
Als weiteren Schwerpunkt der heraklitischen Lehre nennt Held die Auseinandersetzung mit dem „lebensverfallene(n) und todesvergessene(n) Verhalten der Vielen“. Das Leben als Verlauf zwischen Geburt und Tod sei nicht nur von diesen zeitlichen Grenzen bestimmt, sondern „in jeder seiner Phasen gebürtig und sterblich“. Wachen und Schlafen, Jugend und Alter stellten über das landläufige Verständnis hinaus „Abwandlungen derjenigen beiden Grundweisen des Lebend-sich-Befindens dar, die bereits durch die Ausdrücke ‚Leben’ und ‚Tod’ bezeichnet werden. […] Alle drei Gegensatzpaare variieren den Grundgegensatz des Erneuernd-sich-Öffnens und des Absterbend-sich-Verschließens.“

#### Jürgen-Eckardt Pleines
Im Gegensatz zu Held betrachtet Jürgen-Eckardt Pleines den heraklitischen Logos nicht als nur für eine Elite erkennbar, sondern betont, dass ein allgemein zugängliches Wissen gemeint sei. Philosophiehistorisch sieht Pleines in der Konzeption Heraklits Parallelen zur modernen Spieltheorie und hält sie für den Entwurf einer „in sich gespannten Systemtheorie“, die auf dem Widerspruch als einem konstitutiven „Prinzip alles gegenständlichen und gedachten Seins“ aufbaue.
Pleines geht in seiner Interpretation vom Begriff der Harmonie aus, der bei Heraklit das „wechselseitige Verhältnis […] an sich selbstständiger und entgegengesetzter Momente, die sich in einem ausbalancierten, aber ebenso ambivalenten Gleichgewicht“ halten, bezeichne. Harmonie beschreibe somit bei Heraklit das ausgewogene Verhältnis von konträren Kräften in einem ständigen Widerstreit (eris) der Dinge. Diesem „relationalen Seinsverständnis“ entspreche auch die Spanne zwischen beiden Polen, „der harmos, der als ‚Fuge’ genauso wie der logos eine verbindende Gegenbewegung in der Sache wie im Denken signalisierte“. Demgemäß galt das Augenmerk des Philosophen besonders Aussagen über Objekte oder Phänomene, die Kennzeichen ihrer gegenseitigen Beziehung und Gegensätzlichkeit aufweisen und über diese vermittelnde Differenz, bei Pleines „Intervall“ genannt, definiert werden. Für das Verständnis von Harmonie als Ausdruck innerer Spannung verweist Pleines auf die Welt des Klangs. Töne können stets als untereinander differenziert wahrgenommen werden, doch eine in ihre Einzelbestandteile aufgelöste Melodie ist nicht mehr als solche erkennbar. Diese Auffassung der Tonkunst als Widerstreit von Momenten innerhalb eines dem Wandel unterworfenen Gefüges sei von Heraklit auf alles vernunftgemäße Wissen übertragen worden.
Heraklits Denkart habe nicht nur mit den herkömmlichen Schöpfungsvorstellungen gebrochen, sondern „widersetzte sich auch jenen Erklärungsversuchen der Welt, die allein mit einer Folge von Zeitmomenten rechneten, um mit ihrer Hilfe Kausalgesetze oder Finalreihen zu formulieren“. Die bereits bei Anaximander angelegte Neuorientierung des Denkens habe zu einer Abkehr von der Suche nach einem Urelement geführt und in der Metaphysik das Augenmerk auf das Problem der Verhältnisse unter den Objekten gelenkt.

#### Deutungen der Lehre Heraklits vom Krieg und Streit
Die Thesen Heraklits, der Krieg sei „Vater“ und „König“ aller und alles geschehe auf rechte Weise „gemäß dem Streit“, sind in der Forschung unterschiedlich gedeutet worden. Olof Gigon bezog in seiner 1935 veröffentlichten Basler Dissertation diese Aussagen konkret auf militärische Auseinandersetzungen; es gehe um Verherrlichung des Heldentums. Für Heraklit habe der Krieg Bewegung – im Gegensatz zu der von Homer gewünschten Ruhe – bedeutet. „Das wahre Leben ist das Hin und Her und Durcheinander des Krieges, das andere ist nur Wahn, es zu wünschen verhängnisvollste Torheit, da man damit die Zersetzung, das Verderben wünscht.“ Auch William K. C. Guthrie hob den Gegensatz zwischen Ruhe und Bewegung hervor. Heraklit habe Ruhe mit dem Ende der Anstrengung, die sich im beständigen Kampf der Gegensätze zeige, mit Tod und Zerfall verbunden. Daher habe er gemeint, das Ausruhen im Frieden solle man den Toten überlassen. Aus dieser Sicht habe er gegen das Ideal einer friedlichen und harmonischen Welt rebelliert, das er als wirklichkeitsfremde Verkennung des Weltcharakters betrachtet habe. Karl Popper fasste den „Krieg“ ebenso wie Gigon im wörtlichen Sinne auf. Er meinte, Heraklit habe als „typischer Historizist“ „im Urteil der Geschichte ein moralisches Urteil“ gesehen; daher habe er behauptet, dass „das Ergebnis des Krieges immer gerecht sei“. Er habe einen ethischen Relativismus vertreten, was ihn jedoch nicht gehindert habe, „eine romantische Stammesethik“ zu entwerfen und die „Überlegenheit des großen Mannes“ zu verkünden.
Die Alternative zu einer militaristischen Auslegung ist die kosmische, naturphilosophische Deutung von Heraklits „Krieg“. Sie hat in der Forschung zahlreiche Befürworter gefunden. Nach dem Verständnis von Hermann Fränkel ist mit dem „Krieg“ die Kraft gemeint, die alles erzeugt und verordnet, und das ist die Gegensätzlichkeit an sich. Für diese habe Heraklits Sprache kein Wort gehabt, daher habe er den Ausdruck „Krieg“ gewählt. Gregory Vlastos hielt Heraklits Aussagen über Krieg und Streit für dessen Antwort auf die Lehre Anaximanders, der Streit mit Ungerechtigkeit assoziiert und die Gerechtigkeit mit der Beseitigung des vom Streit erzeugten Unrechts gleichgesetzt hatte. Anaximander hatte gemeint, es gebe trotz der Konflikte eine gerechte Ordnung. Ein solches Nebeneinander von Recht und Unrecht sei für Heraklit ein unannehmbarer „Kompromiss“ gewesen. Sein einheitliches Verständnis der Natur habe ihn zwangsläufig zur Annahme geführt, dass alles entweder gerecht oder ungerecht sein müsse. Daher habe er den Streit, den er für ein universelles Prinzip hielt, im Gegensatz zu Anaximander positiv bewertet und mit der Gerechtigkeit gleichgesetzt. Auch für Charles H. Kahn ist Heraklits Sichtweise eine Frucht seines monistischen Weltbilds. Seine Polemik richte sich gegen die Position Hesiods, der einen „guten“ Streit – kreativen Wettstreit – und einen „schlechten“, der zu Krieg, Gesetzlosigkeit und Verbrechen führe, unterschieden habe. Dieser Auffassung habe Heraklit sein „kosmisches“ Modell entgegengesetzt, in dem Konflikt nicht manchmal gut und manchmal schlecht, sondern die alles hervorbringende und umfassende Ursächlichkeit sei. Wolfgang Schadewaldt wies darauf hin, dass die Charakterisierung des Krieges als Vater und König „oft zitiert, aber nicht immer verstanden“ sei. Der Krieg oder Streit herrsche als die Instanz, die „Abscheidungen trifft, Unterschiede setzt“. Dies sei die „große Leistung“ des Streits. Durch diese „unterschiedsetzende Kraft“ werde der Streit für Heraklit zu einem so bedeutenden Seinsprinzip. Man müsse ihn als metaphysisches Prinzip verstehen. Nach der Ansicht von Geoffrey S. Kirk ist Streit oder Krieg Heraklits bevorzugte Metapher für die Vorherrschaft der Veränderung in der Welt. Mit dem allen Ereignissen zugrundeliegenden „Krieg“ sei die Aktion und Reaktion zwischen entgegengesetzten Substanzen gemeint. Wenn dieser Streit jemals durch den Sieg einer Seite beendet würde, wäre dies nach Heraklits Überzeugung gleichbedeutend mit der Zerstörung der Welt.
Für eine nicht metaphysische, sondern ethische Interpretation plädierten hingegen Dieter Bremer und Roman Dilcher im Heraklit-Kapitel der Neubearbeitung von Friedrich Ueberwegs Grundriss der Geschichte der Philosophie. Sie befanden, der Krieg komme in dem berühmten Fragment nicht als kosmisches Prinzip zur Sprache, sondern als „Hervorbringung von Unterscheidungen hinsichtlich dessen, was im Krieg auf dem Spiel steht – nämlich das Leben“. Heraklits Hinweis darauf, dass der Krieg die einen zu Freien, die anderen zu Sklaven macht, sei nicht nur im buchstäblichen Sinn zu verstehen. Vielmehr gehe es darum, dass der, der den Tod scheut und an seinem Leben festhält, eben dadurch der Unterlegene sei und verknechtet werde. Die „Freien“ hingegen seien für Heraklit diejenigen, „die ihr Leben aufs Spiel gesetzt und darin ihre eigene Sterblichkeit bewusst erfahren haben“. In der Möglichkeit, den Tod freiwillig auf sich zu nehmen, konkretisiere sich „auf existenzielle Weise die Einsicht in die Zusammengehörigkeit des Gegensätzlichen“.

#### Astronomie
Der Mondkrater Heraclitus ist nach dem Philosophen benannt.

## Trivia
Im Roman Heraklit von Ephesos – Das Sterben der Götter stellt Norbert Weimper das Leben vor 2500 Jahren dar.

## Ausgaben und Übersetzungen
- Jean Bollack, Heinz Wismann: Héraclite ou la séparation. Editions de minuit, Paris 1972 (griechischer Text mit französischer Übersetzung und Kommentar).
- Marcel Conche: Héraclite: Fragments. 3. Auflage. Presses Universitaires de France, Paris 1991 (griechischer Text mit französischer Übersetzung und Kommentar).
- Carlo Diano, Giuseppe Serra: Eraclito: I frammenti e le testimonianze. Mondadori, Mailand 1980.
- Hermann Diels, Walther Kranz (Hrsg.): Die Fragmente der Vorsokratiker. Band 1. Hildesheim 2004 (unveränderte Neuauflage der 6. Auflage von 1951), ISBN 3-615-12201-1 (griechischer Originaltext teilweise mit deutscher Übersetzung)
- Francesco Fronterotta: Eraclito: Frammenti. Rizzoli, Mailand 2013 (online).
- Laura Gemelli Marciano (Hrsg.): Die Vorsokratiker. Band 1, Artemis & Winkler, Düsseldorf 2007, ISBN 978-3-7608-1735-4, S. 284–369 (Quellen und Fragmente mit deutscher Übersetzung, Erläuterungen sowie Einführung zu Leben und Werk).
- Charles H. Kahn (Hrsg.): The Art and Thought of Heraclitus. An Edition of the Fragments with Translation and Commentary. Cambridge University Press, Cambridge 1981, ISBN 0-521-28645-X (PDF).
- Jaap Mansfeld (Hrsg.): Die Vorsokratiker. Band 1, Reclam, Stuttgart 1987, ISBN 3-15-007965-9, S. 231–283 (griechischer Originaltext mit deutscher Übersetzung).
- Serge Mouraviev (Hrsg.): Heraclitea. Édition critique complète des témoignages sur la vie et l'œuvre d’Héraclite d’Éphèse et des vestiges de son livre et de sa pensée. Academia, Sankt Augustin 1999 ff. (20 Bände geplant, bisher 10 Bände erschienen).
- Jean-François Pradeau: Héraclite: Fragments. Flammarion, Paris 2002.
- Bruno Snell (Hrsg.): Heraklit: Fragmente. 14. Auflage. Artemis & Winkler, Düsseldorf 2007, ISBN 978-3-538-03506-5 (griechischer Originaltext mit deutscher Übersetzung).
- Thomas M. Robinson: Heraclitus: Fragments. University of Toronto Press, Toronto 1987.
- Matthias Hackemann (Hrsg.): Die Vorsokratiker – Von Demokrit bis Thales. Neu übersetzt und herausgegeben von Matthias Hackemann. Anaconda Verlag, Köln 2016. ISBN 978-3-7306-0354-3, S. 81–94.
- Eraclito. Testimonianze, Imitazioni e Frammenti, con i testi greci. A cura di Rodolfo Mondolfo, Leonardo Tarán e Miroslav Marcovich. Introduzione di Giovanni Reale. Giunti Editore, Florenz/Mailand 2017. ISBN 978-88-452-5995-1.